# Fort Sint-Bernard
Het Fort Sint-Bernard was een fort ten noordoosten van Zelzate, behorend tot de Linie van Communicatie tussen Hulst en Sas van Gent.
Dit fort werd door de Spaansgezinden gebouwd in 1634 en het lag in een knik van de Stekkerweg, die liniedijk is en tegenwoordig langs de Belgisch-Nederlandse grens loopt. Het bevond zich tussen Fort Sint-Steven en Fort Sint-Elooi.
Hoewel de liniedijk nog goed in het landschap te zien is, valt er van het fort niets meer waar te nemen.